# Opius staryi
Opius staryi är en stekelart som beskrevs av Fischer 1958. Opius staryi ingår i släktet Opius och familjen bracksteklar. Arten är reproducerande i Sverige. Inga underarter finns listade i Catalogue of Life.